# Putjatin
Putjatin (rus. Остров Путятина) je otok u susjedstvu gradića Fokina u Primorskom kraju u Rusiji. Ovaj gradić je zatvoreni grad, ali otok Putjatin je otvoren za turiste.
Do 2.000 turista posjećuje Putjatin svake godine. Privlače ih jedinstvena flora i fauna u pomorju koje okruživa ovaj otok i njegov podmorski krajobraz. Približno 2.400 ljudi živi na otoku. Njihovo glavno zanimanje je lov i obrada plodova mora, uzgoj nerca i točkastog jelena.

## Vanjske poveznice
|  | Zajednički poslužitelj ima još gradiva o temi Putjatin |